# Aleksandr Matwiejew
Aleksandr Pawłowicz Matwiejew (ros. Александр Павлович Матвеев, ur. 13 grudnia?/26 grudnia 1905 w Moskwie, zm. 1 sierpnia 1946 w Briańsku) – radziecki polityk, ludowy komisarz spraw wewnętrznych Białoruskiej SRR (1941-1942), I sekretarz Komitetu Obwodowego Komunistycznej Partii (bolszewików) Białorusi w Mińsku (1938-1941), I sekretarz Komitetów Obwodowych WKP(b) w Orle (1942-1944) i Briańsku (1944-1946).

## Życiorys
Od kwietnia 1924 do maja 1925 słuchacz Twerskiej Gubernialnej Szkoły Budownictwa Radzieckiego i Partyjnego, od 1925 w RKP(b), od lipca 1926 do sierpnia 1927 kierownik wydziału kształcenia politycznego rejonowego komitetu Komsomołu w Twerze. Od sierpnia 1927 do września 1928 kierownik wydziału pracy i edukacji powiatowego komitetu Komsomołu w Twerze, od września 1928 do czerwca 1930 sekretarz odpowiedzialny powiatowego i miejskiego komitetu Komsomołu w Kimrach, od czerwca 1930 do sierpnia 1931 instruktor centra kołchozowego, od sierpnia 1930 do stycznia 1933 kierownik wydziału organizacyjnego komitetu WKP(b) Centralnego Instytutu Aerohydrodynamicznego, od stycznia 1933 do marca 1934 uczył się w Akademii Wojskowo-Powietrznej im. Żukowskiego. Od marca 1934 do czerwca 1935 zastępca sekretarza komitetu WKP(b) fabryki nr 39 w Moskwie, od czerwca 1935 do stycznia 1936 pomocnik kierownika wydziału kadr partyjnych rejonowego komitetu WKP(b) w Moskwie, od stycznia 1936 do sierpnia 1937 sekretarz komitetu WKP(b) w fabryce Ludowego Komisariatu Przemysłu Ciężkiego ZSRR w Moskwie, w sierpniu-wrześniu 1937 II sekretarz rejonowego komitetu WKP(b) w Moskwie, od września 1937 do marca 1938 II sekretarz Komitetu Miejskiego KP(b)B w Mińsku. W 1938 I sekretarz Biura Organizacyjnego KC WKP(b) w obwodzie mińskim, 1938-1941 I sekretarz Komitetu Obwodowego KP(b)B w Mińsku. Od 1938 członek Biura KC KP(b)B, od 26 lutego 1941 do 16 stycznia 1942 ludowy komisarz spraw wewnętrznych Białoruskiej SRR, 29 marca 1941 mianowany starszym majorem bezpieczeństwa państwowego. Od 20 stycznia 1942 do lipca 1944 I sekretarz Komitetu Obwodowego WKP(b) w Orle, od stycznia 1942 do października 1943 członek Rady Wojskowej Frontu Briańskiego, od 30 maja 1942 do 1944 szef Briańskiego Sztabu Ruchu Partyzanckiego, od 6 września 1942 przewodniczący Centralnego Sztabu Ruchu Partyzanckiego Frontu Briańskiego. Od lipca 1944 do śmierci I sekretarz Komitetu Obwodowego WKP(b) w Briańsku. Delegat na XVIII Konferencję WKP(b) w lutym 1941, deputowany do Rady Najwyższej ZSRR 1 i 2 kadencji.

## Odznaczenia
- Order Lenina (7 marca 1943)
- Order Czerwonego Sztandaru Pracy (28 lutego 1939)
- Order Wojny Ojczyźnianej I klasy (1 lutego 1945)